# Armande Cassive
Louise Armandine Duval dite Armande Cassive ou Cassive, née à Paris 5e le 24 décembre 1867 et morte à Paris 8e le 8 mars 1940 est une actrice de théâtre et de cinéma française.
Créatrice de « la Môme Crevette » dans La Dame de chez Maxim en 1899, elle était l’interprète favorite de Feydeau.

## Carrière
Louise-Armandine, fille de M. Duval, fonctionnaire, passe sa jeunesse dans un milieu bourgeois. Elle est placée par ses parents dans Couvent des Ursulines où elle découvre sa vocation de comédienne dans des petites pièces. Louise Armandine veut entrer au Conservatoire. Son père s'y oppose et ne veut pas entendre parler de carrière artistique. Au cours d'une maladie, elle refuse de se laisser soigner, à moins que l'on ne lui permette de suivre sa vocation. Sa mère conduit l'adolescente chez un imprésario qui forme les débutantes et leur procure un engagement au café-concert. Louise-Armandine Duval, débute, en lever de rideau, à la Scala, sous le nom d'Armande Cassive.  Elle apprend de petites chansons chez Bouillon et débute au Concert parisien, à L'Européen. Elle prend des leçons de diction avec Duparc et joue des opérettes Ba-Ta-Clan.
En 1891, elle chante, au théâtre de la Porte-Saint-Martin, le rôle de Lisette dans Le Petit Faust. Elle est appelée à doubler dans cette même pièce Jeanne Granier, dans le rôle de Marguerite. Elle passe au Théâtre de la Gaité, où elle remplace Juliette Simon-Girard, dans Le Voyage de Suzette. Elle y crée successivement, en 1892, Le Pays de l'Or noir, Le Talisman et Les Bicyclistes en voyage. En 1893, elle est la commère de la revue du Théâtre des Menus-Plaisirs, et l'année suivante dans Tout Paris en Revue, aux Folies-Dramatiques, où elle crée successivement, Nicol Nick, La Fiancée en loterie, et finalement la Baronne, dans la Falote.
Puis elle passe aux boulevards et est engagée aux Nouveautés, elle crée tout d'abord Le Sursis en 1896. Elle triomphe en janvier 1899, avec La Dame de chez Maxim's, dans le fameux rôle de la « môme Crevette ».Léon Abric raconte que Henri Micheau a fait lire le manuscrit à la jeune femme, qui n'a pas été emballée, et ne voit pas le rôle « pour elle ». Micheau propose Cassive à Feydeau et arrive à la faire accepter par Feydeau.  Il y a dans la pièce des mots scabreux, les avis sont partagés sur leur opportunité. Et l'on arrive cahin-caha à la générale, et c'est le triomphe inespéré à chaque représentation, pendant plus de deux ans, dont l'année de 1900, celle de l'Exposition universelle.
Elle joue aussi Les Maris de Léontine en 1900. À partir de 1900, on l'applaudit aux Variétés, au théâtre Michel et surtout au Palais-Royal, à l'Ambigu, dans un rôle dramatique, dans Nana. Le 25 novembre 1911, elle crée le personnage de Clarisse dans Mais n'te promène donc pas toute nue ! de Georges Feydeau, au théâtre Femina, rôle qu'elle tiendra pendant près de deux ans. Le 2 mai 1925, elle crée, au théâtre Sarah-Bernhardt, Mon Curé chez les riches.
L'un des derniers rôles d'Armande Cassive est celui de la poule faisane dans Chantecler, lors de la reprise de cette pièce, en 1927. Le 17 juin 1939, Armande Cassive fait une dernière apparition sur la scène de l'Odéon à l'occasion du gala de la Costière.

## Vie privée
En dehors de sa carrière de comédienne, selon Léon Abric, elle mène une vie de femme à la mode, représentative de la Belle Époque. L'argent lui coule entre les doigts. « Elle mène la vie à grandes guides », soupers chez Laurent dans les Jardins des Champs-Élysées, au Café Anglais, avec des amies aux dessous froufroutants, qui ont, comme elle, des chapeaux fleuris perchés sur de hauts chignons, un superbe appartement avenue d'Iéna, la cohorte des joailliers, des modistes, des couturiers. Cassive achète, à crédit le plus souvent, elle ne compte pas. Alors, c'est la saisie, la vente, une première fois. Peu lui importe. À la fin de sa vie, désargentée, elle se réfugie dans un logement sur cour, dans la maison même où elle avait occupé un appartement somptueux, rue Robert-Estienne, où elle est morte oubliée.

## Opérettes

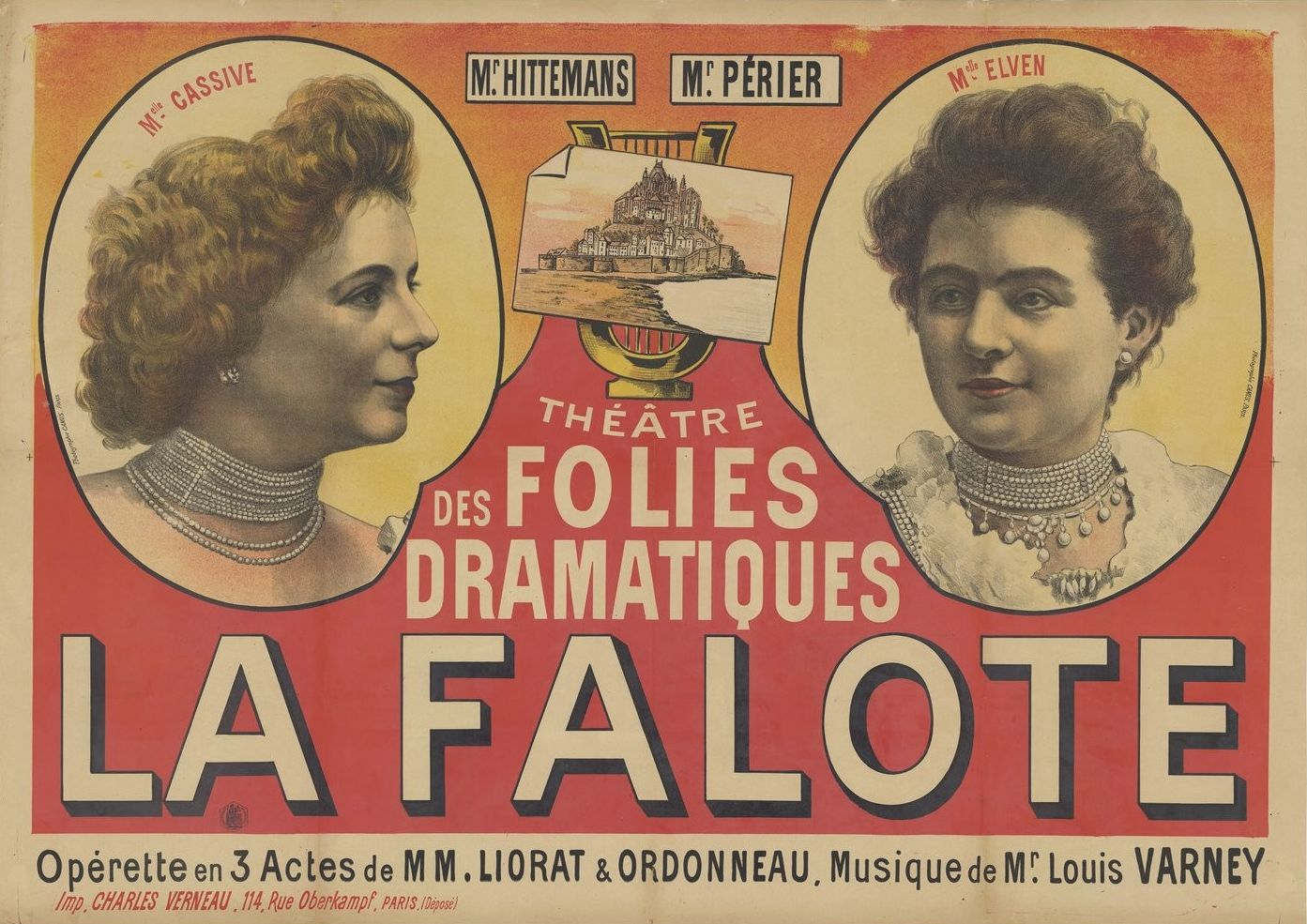
Affiche pour La Falote. Portraits en médaillon d'Armande Cassive et Suzanne Elven.

- 1891 : Le Petit Faust, opéra bouffe en 3 actes d'Hector Crémieux et d'Adolphe Jaime fils, musiques de Hervé. au théâtre de la Porte-Saint-Martin, le 16 mai 1891 : Lisette et Marguerite
- 1891 : Le Voyage de Suzette, opérette d'Henri Chivot, Alfred Duru, musique de Léon Vasseur, au Théâtre de la Gaité, doublure de Juliette Simon-Girard.
- 1892 : Le Pays de l'Or noir d'Henri Chivot et Albert Vanloo, création le 26 janvier 1892 au Théâtre de la Gaîté
- 1892 : Le Talisman, opéra-comique d'Adolphe d'Ennery et Paul Burani, musique de Paul Lacôme.
- 1896 : La Falote, opérette d'Armand Liorat et Maurice Ordonneau, musique de Louis Varney, au théâtre des Folies-Dramatiques[N 2] : la Baronne de la Hoguette[10].
- 1934 : Viens Poupoule, revue d'Henri Varna, Marc Cab et Léo Lelièvre avec Cléo de Mérode à l'Alcazar de Paris[11].

## Théâtre

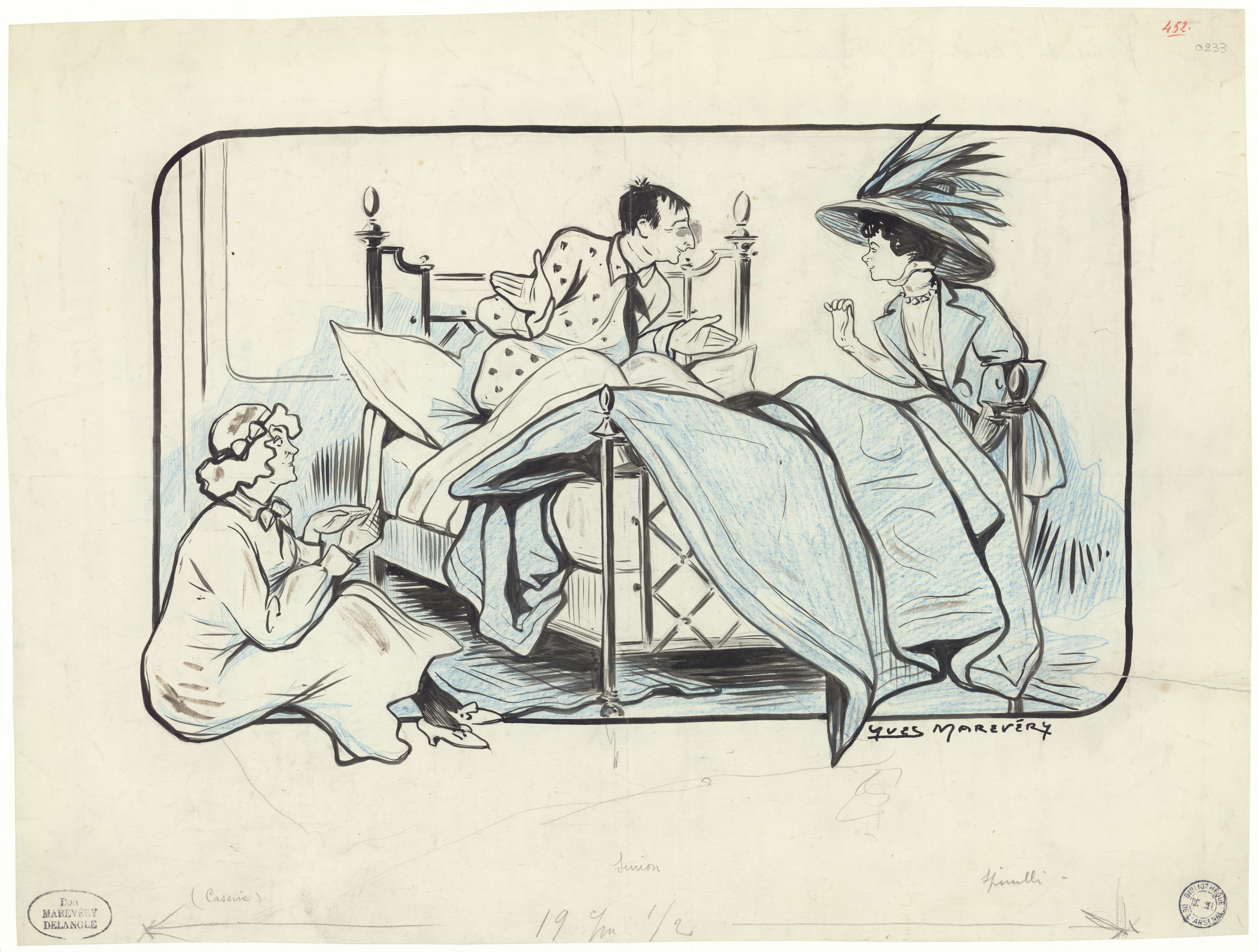
Armande Cassive, Marcel Simon et Suzanne Carlix dans Occupe-toi d'Amélie de Georges Feydeau, dessin de Yves Marevéry

- 1896 : Le Sursis, création aux théâtre des Nouveautés de Paris, le 18 décembre 1896
- 1899 : La Dame de chez Maxim de Georges Feydeau, représentée pour la première fois le 17 janvier 1899 au théâtre des Nouveautés
- 1900 : Les Maris de Léontine d’Alfred Capus, au théâtre des Nouveautés, le 14 février 1900.
- 1902 : La duchesse des Folies-Bergère, de Georges Feydeau au Théâtre des Nouveautés, le 9 décembre.
- 1904 : Nana, de William Busnach d'après Émile Zola, création le 6 février 1904 au Théâtre de l'Ambigu-Comique.
- 1905 : Le Marchand d'Amour, de Camille Clermont et Séverin-Mars, aux Mathurins, 2 mars[12].
- 1905 : Florette et Patapon, de Pierre Veber et Maurice Hennequin, création le 20 octobre 1905 au Théâtre des Nouveautés[N 3].
- 1908 : Occupe-toi d'Amélie de Georges Feydeau représentée pour la première fois le 15 mars 1908 au théâtre des Nouveautés
- 1908 :  Feu la mère de Madame de Georges Feydeau représentée pour la première fois le 15 novembre 1908 à la Comédie-Royale (Paris)
- 1909 : Théodore et Cie de Nicolas Nancey et Paul Armont
- 1910 : On purge bébé de Georges Feydeau, représenté pour la première fois le 12 avril 1910 au Théâtre des Nouveautés
- 1911 : Mais n'te promène donc pas toute nue ! de Georges Feydeau créée le 25 novembre 1911 au théâtre Femina (Paris)
- 1912 : La Présidente de Maurice Hennequin, Pierre Veber (texte complet), création le 27 novembre 1912 au Théâtre du Palais-Royal
- 1913 :  Les Deux Canards de Tristan Bernard et Alfred Athis, création le 3 décembre 1913 au Théâtre du Palais-Royal
- 1913 : Paris-côte d'Azur de Maxime Formont.
- 1916 : Loute de Pierre Veber, Théâtre de l'Athénée
- 1916 : Je ne trompe pas mon mari !, de Georges Feydeau, Théâtre de l'Athénée
- 1924 : L'échelle cassée, théâtre de la Renaissance
- 1925 : Mon curé chez les riches, création au théâtre Sarah-Bernhardt
- 1927 : Chantecler

## Cinéma
- 1932 : Il est charmant de Louis Mercanton : la présidente